# Wołowina

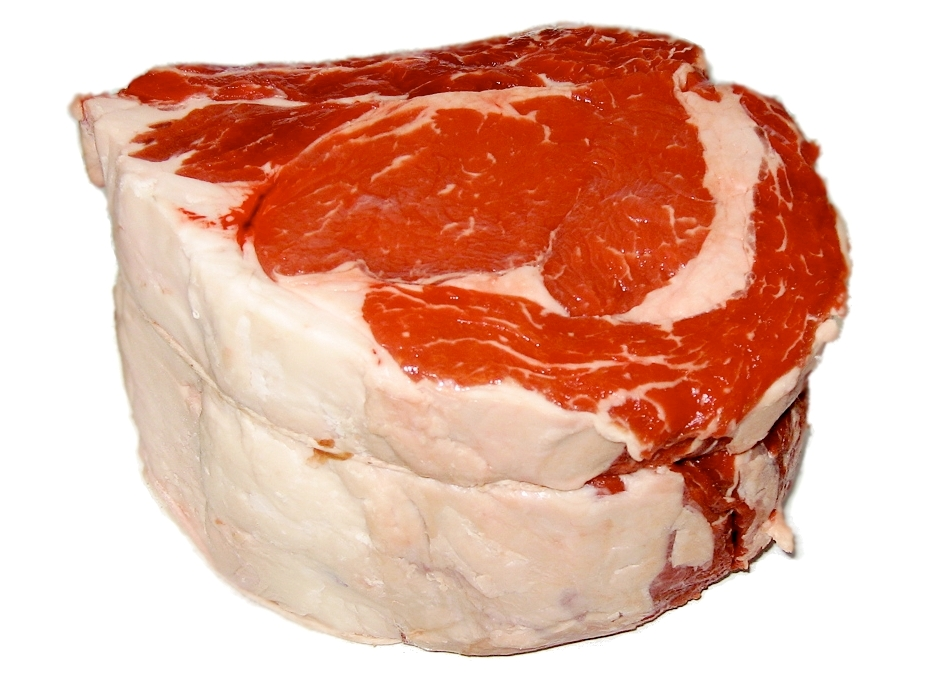
Surowy kawałek wołowiny

Podział półtuszy wołowej

Wołowina (mięso wołowe) – mięso otrzymane z bydła o wieku powyżej pół roku. Jest jednym z najważniejszych mięs kuchni europejskiej i kuchni amerykańskiej. Pięcioma największymi producentami wołowiny są: Stany Zjednoczone, Brazylia, kraje Unii Europejskiej, Chiny oraz Indie. Najdroższa na świecie jest wołowina Kobe.

## Przygotowanie do spożycia
Celem poprawy walorów kulinarnych i smakowych mięsa wołowego, najczęściej poddaje się je dojrzewaniu, czyli maturacji. Dojrzewanie odbywa się albo w postaci całych tusz w temperaturze 2–3 °C, bez dostępu światła, przez 7–10 dni (metoda droższa) albo w ciągu jednego dnia, po którym mięso jest dzielone i kierowane do sprzedaży (metoda tańsza). W drugim przypadku mięso powinno być przez konsumenta przetrzymane w lodówce lub chłodni przez 2–3 dni, a najlepiej przez dwa tygodnie, co zapewnia najlepsze walory smakowe.
Przed grillowaniem wołowina powinna być marynowana przez 1–2 dni (również jest to zalecane w przypadku pieczenia, smażenia i duszenia). Marynata powinna zawierać m.in. ocet, oliwę, warzywa (np. cebulę, marchew, pietruszkę, seler), przyprawy (np. pieprz, ziele angielskie, liście laurowe, jałowiec, czosnek, tymianek, lubczyk, rozmaryn). Delikatne kawałki mięsa nie wymagają marynowania, a jedynie natarcia przyprawami. Mięsa wołowego nie rozbija się tłuczkiem (z wyjątkiem zrazów i bitek), nie przesmaża, ponieważ wówczas twardnieje, nie kroi i nie rozpłaszcza (np. befsztyk winien mieć minimum 2 cm grubości), przygotowuje szybko (np. befsztyk tylko 2–3 minuty z każdej strony), nie soli podczas obróbki, a dopiero na talerzu, nie wyjmuje z piekarnika bezpośrednio po przygotowaniu (musi dochodzić w stygnącym piekarniku).
Główne dodatki do mięs wołowych to:
- warzywa, np. buraczki, marchewka z groszkiem, kapusta zasmażana, brukselka, fasolka,
- przyprawy, np. pieprz, ziele angielskie, liście laurowe, jałowiec, czosnek, tymianek, lubczyk, rozmaryn, curry, papryka (zarówno ostra, jak i słodka),
- sosy, np. grzybowy, pieczarkowy, musztardowy, biały, szary, beszamelowy, cebulowy, chrzanowy, koperkowy, kaparowy, maderowy, Cumberland, curry, tatarski, a także musztarda, chrzan, borówki i żurawina,
- grzyby leśne, w tym marynowane, pikle, gruszki, śliwki, dynia w occie, zielone pomidory, cebulki marynowane, ogórki marynowane, sałatki marynowane,
- ogórki małosolne i kiszone, kapusta kwaszona, zarówno biała, jak i modra[2].

## Popularne dania z wołowiny

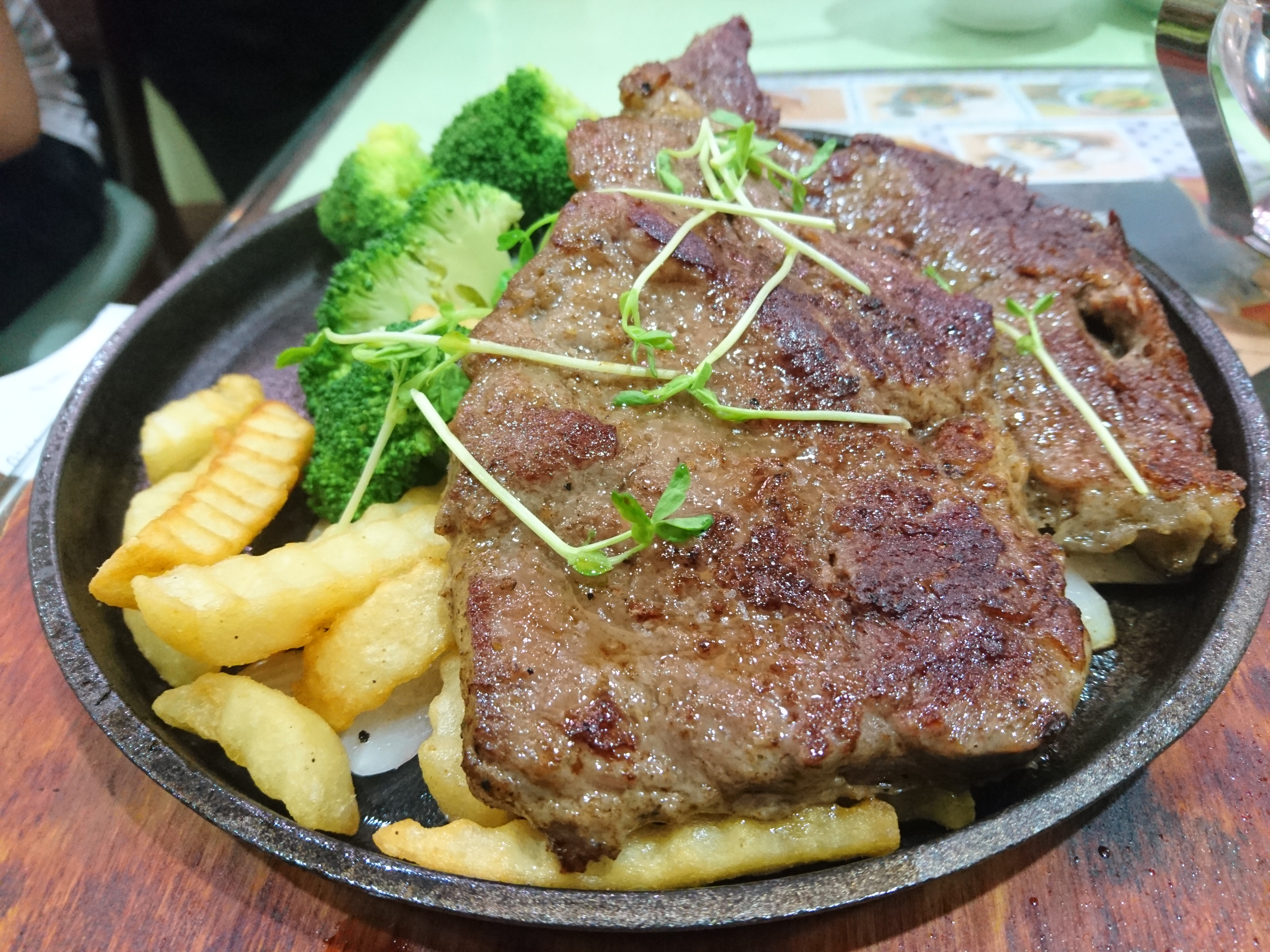
Stek

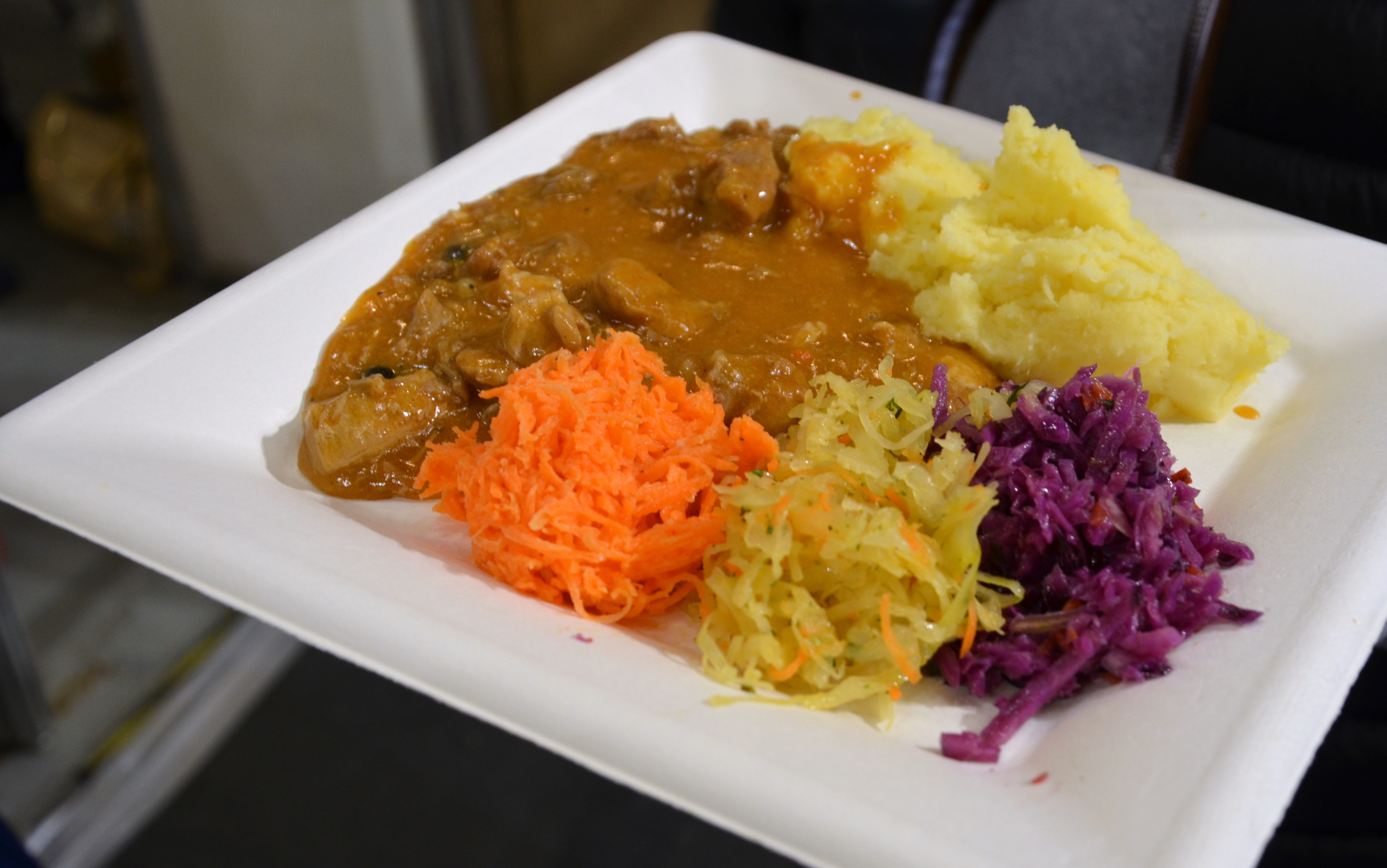
Gulasz

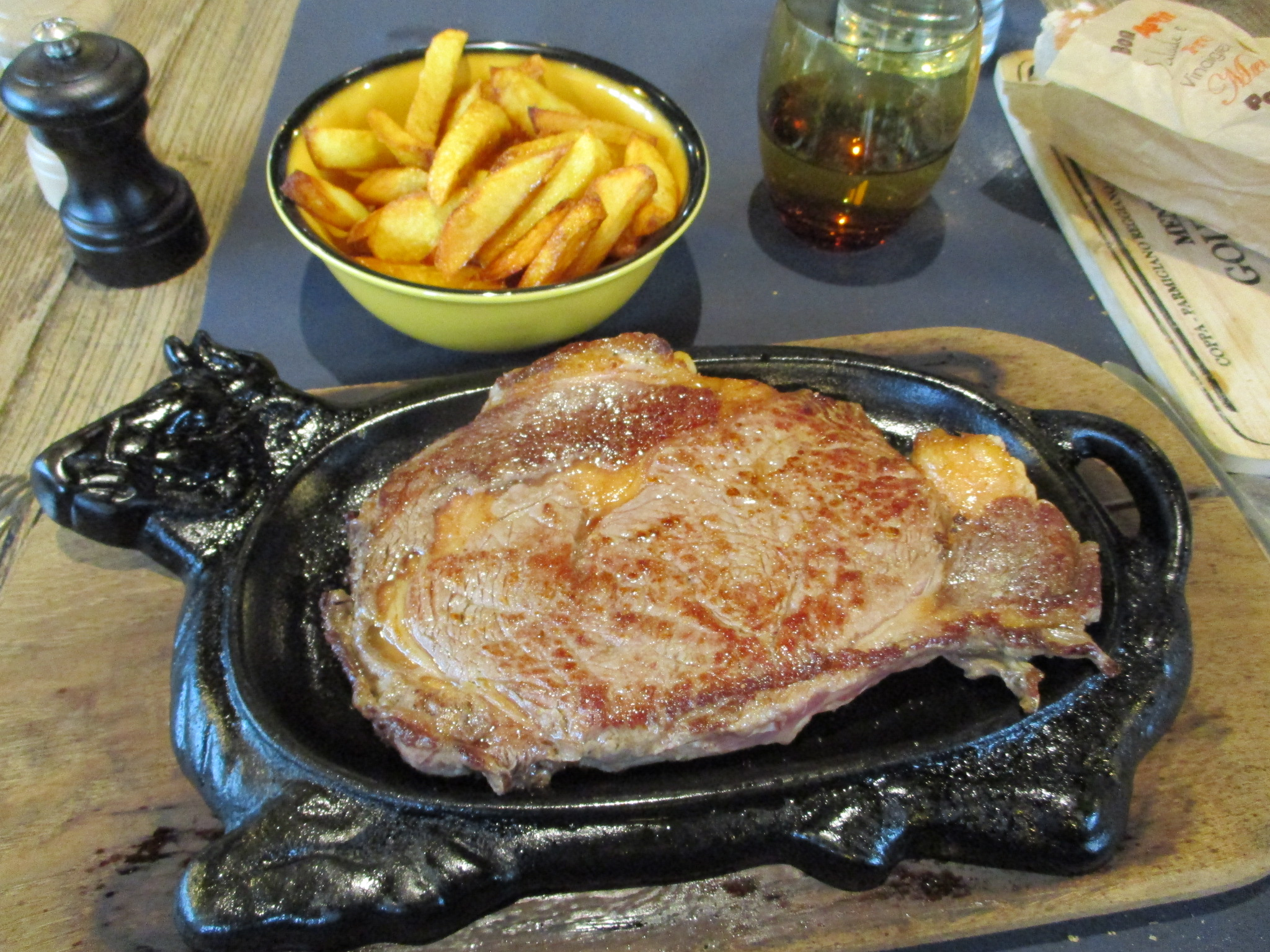
Antrykot

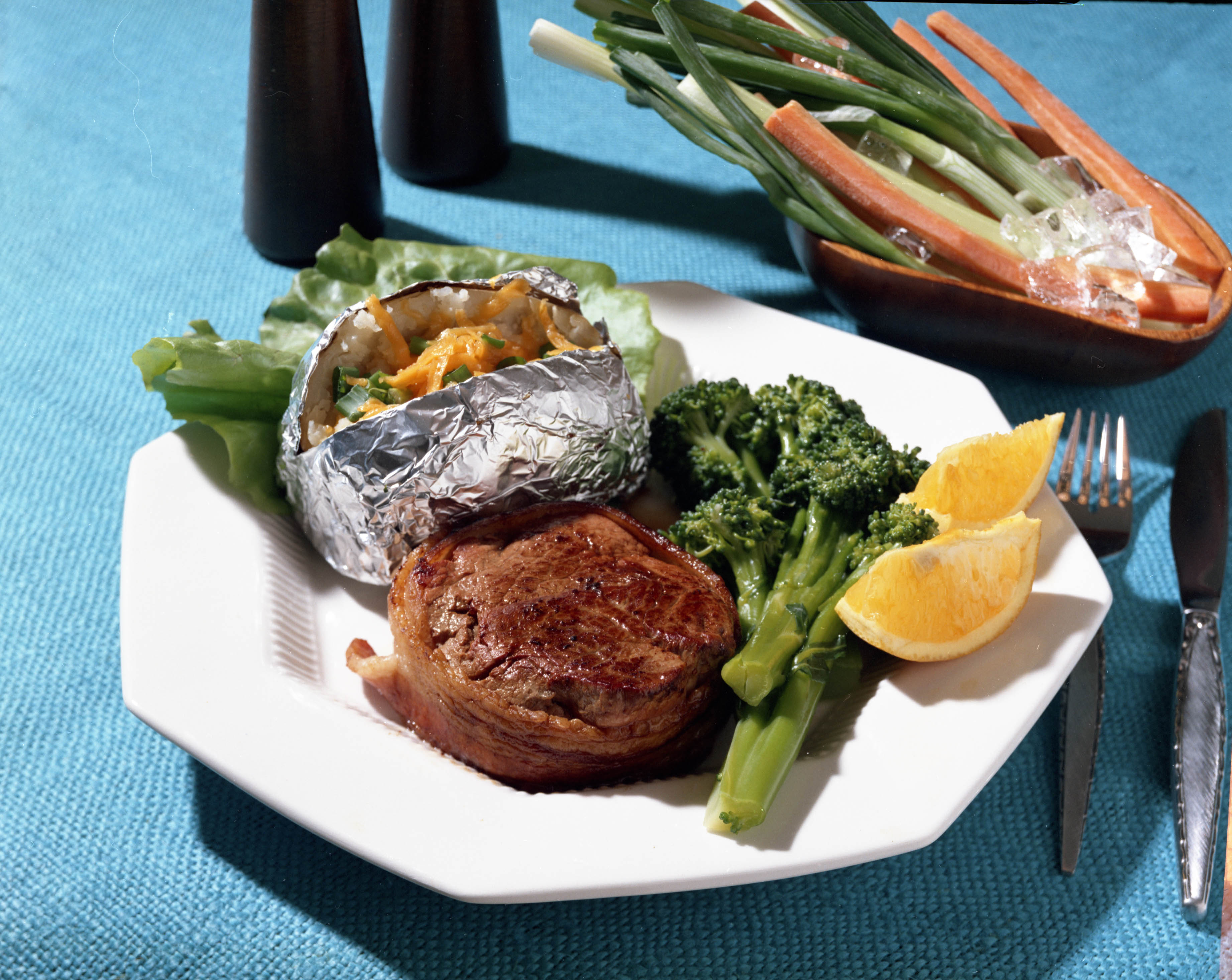
Polędwica

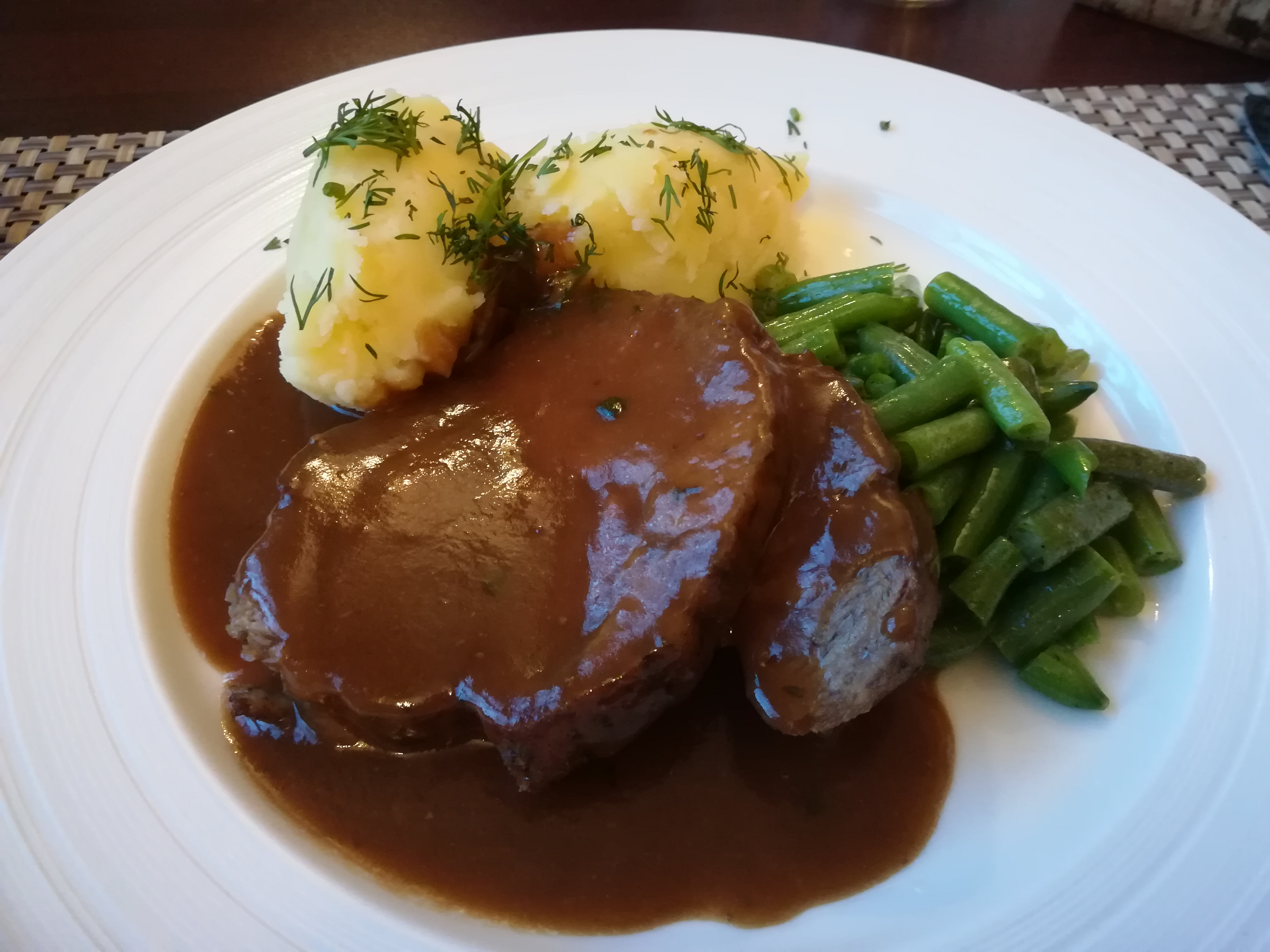
Karkówka

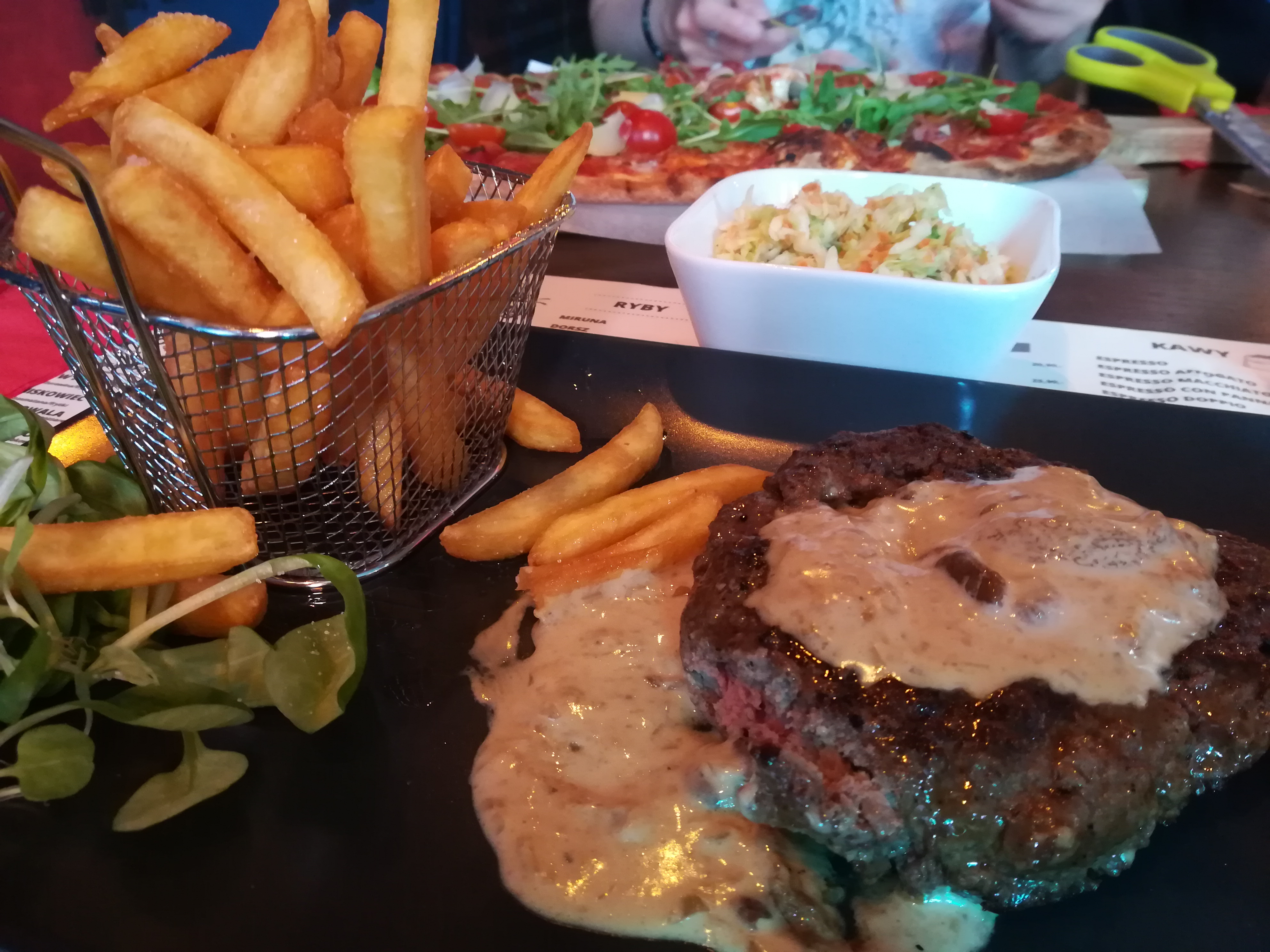
Rumsztyk

- steki
- hamburgery
- kebaby
- pieczeń (roast beef)
- gulasze

## Rodzaje mięsa wołowego

### Mięsa do smażenia (grillowania)
- Polędwica
- Antrykot
- Pachwina
- Żeberka
- Karkówka

### Mięsa do pieczenia
- Łopatka
- Udziec
- Rumsztyk

### Mięsa do gotowania i duszenia
- Szyja
- Łopatka
- Udziec
- Goleń
- Pręga (rosół, galantyna ze względu na dużą zawartość naturalnego kolagenu)
- Ogon
- Ligawa

### Podroby
- Flaczki
- Serce
- Wątroba
- Ozór
- Polika
- Nerki
- Jądra
- Wymię
- Ogon
- Płuca
- Śledziona
- Mózg

## Klasy mięsa wołowego
- klasa I, symbol: woł. b/k I, opis: chude, nieścięgniste
- klasa II, symbol: woł. b/k II, opis: chude, ścięgniste
- klasa III, symbol: woł. b/k III, opis: tłuste
- klasa IV, symbol: woł. b/k IV, opis: krwawe
- klasa V, symbol: woł. b/k V, opis: ścięgna, powięzi

Od klasy mięsa zależy jego cena, możliwości wykorzystania, walory odżywcze i smakowe.

## Rasy mięsne
- Aberdeen angus
- Brahman
- Charolaise
- Chianina
- Hereford
- Limousine
- Piemontes
- Salers
- Wagyū

## Wołowina w Polsce
W Polsce bardzo rzadko hoduje się rasy mięsne bydła. Powoduje to, że polska wołowina rzadko kiedy osiąga jakość spotykaną w krajach o większej tradycji w zakresie spożycia wołowiny. Czasem można spotkać w Polsce w sprzedaży mięso wołowe argentyńskie czy amerykańskie, z typowych ras mięsnych. Charakteryzuje się ono zupełnie innymi właściwościami kulinarnymi – np. nie staje się twarde w procesie duszenia.

## Zagrożenia przy spożyciu
Spożywanie mięsa bydła chorego na encefalopatię gąbczastą bydła (BSE) może prowadzić do choroby Creutzfeldta-Jakoba.